# Boualem Khalfi
Boualem Khalfi est un footballeur international algérien né le 12 avril 1952 à Sétif. Il évoluait au poste de défenseur central.

## Biographie
Boualem Khalfi reçoit deux sélections en équipe d'Algérie lors de l'année 1978.
Il joue son premier match en équipe nationale le 23 février 1978, en amical contre l'Irak (défaite 1-0). Il joue son second match trois jours plus tard, en amical contre la Syrie (victoire 0-1).
Il remporte une Coupe d'Algérie avec le club de l'ES Sétif.

## Palmarès
- Vice-champion d'Algérie en 1983 avec l'ES Sétif.
- Vainqueur de la Coupe d'Algérie en 1980 avec l'ES Sétif.